# Hormius pusillus
Hormius pusillus är en stekelart som först beskrevs av Gyöö Viktor Szépligeti 1908.  Hormius pusillus ingår i släktet Hormius och familjen bracksteklar. Inga underarter finns listade i Catalogue of Life.